# Vera Gedroitz
Vous lisez un « bon article » labellisé en 2017.
Vera Ignatievna Gedroitz (en russe : Ве́ра Игна́тьевна Гедро́йц, prononcé [ˈvʲerə ɪɡˈnatʲjɪvnə ɡʲɪˈdrojt͡s] ; , et transcrit Vera Ignatievna Guedroïts) est une princesse lituanienne russisée, née le 19 avril 1870 à Slobodichtche dans le gouvernement d'Orel et morte en mars 1932 à Kiev en RSS d'Ukraine. Elle est une des premières femmes chirurgiennes russes, une des premières femmes au monde à avoir été reçue professeure de chirurgie et nommée titulaire d'une chaire de chirurgie. Elle est l'auteure de travaux scientifiques originaux, dans le domaine de la chirurgie militaire, générale et pédiatrique.
Diplômée de l'université de Lausanne, elle a été l'élève du chirurgien César Roux. Elle prend part à la guerre russo-japonaise, d'abord comme chirurgienne d'un train sanitaire de la société russe de la Croix-rouge, puis comme responsable d'un hôpital de campagne, et y développe de nouveaux protocoles de laparotomie. Convaincue que la révolution était inéluctable et nécessaire, Vera Gedroitz est cependant très proche de la famille impériale. Elle enseigne les soins infirmiers à l'impératrice Alexandra Feodorovna et aux princesses Olga et Tatiana, qui travaillent ensuite comme infirmières sous sa direction. Elle a contribué à la création de l'école de chirurgie de Kiev.
Elle est également connue comme femme de lettres, pour sa prose et comme poétesse de l'âge d'argent. On connaît à Vera Gedroitz deux longues liaisons féminines. Lesbienne, elle ne se dissimulait pas, s'habillait régulièrement en homme et parlait incidemment d'elle au genre masculin.

## Biographie

### Famille et premières années

Blason des Gedroitz.

Vera Ignatievna Gedroitz appartient à la famille Gedroize, une ancienne lignée noble et princière de Lituanie, qui prend une part active à l'insurrection polonaise contre l'oppression russe. Son grand-père est exécuté, son père Ignati (Ignace) Ignatievitch Gedroitz et le frère de ce dernier, déchus de leurs titres de noblesse, sont contraints à fuir dans le Gouvernement de Samara, chez des amis du grand-père. Ignace se forme et travaille alors dans l'administration locale. Il se marie avec la fille d'un propriétaire terrien allemand russisé, Daria Konstantinova Mikhay, élève de l'Institut Smolny, le premier établissement d'éducation pour femme de Russie. Après le mariage, il déménage avec sa femme à Briansk, dans le Gouvernement d'Orel, et s'installe comme propriétaire terrien dans le bourg de Slobodichtche, où il est également juge de paix.
Vera Gedroitz naît le 7 avril 1870 (19 avril dans le calendrier grégorien),. Elle a trois sœurs et deux frères. Sa mère, prise par les tâches domestiques, n'a pas le temps de s'occuper des enfants, et la première à éduquer la petite Vera est sa grand-mère, Natalia Tikhonovna Mikhay, qui enseigne la lecture et l'écriture, la langue française, la musique, le chant et la danse dans une école improvisée pour les enfants de Slobodichtche. Dès son enfance Vera porte des habits de garçon, se distingue par son comportement vif et dégourdi et est la meneuse de la troupe d'enfants.
L'envie de devenir médecin lui vient après une série de maladies et de décès de proches, dont celui de son frère Sergueï, qu'elle adorait et du nom duquel elle signera sa future œuvre littéraire.
En 1877 un incendie détruit tous les biens de la famille, qui se retrouve plongée dans une misère complète. Un arrêt du Sénat de Saint-Pétersbourg rétablit alors Ignace Gedroitz et tous ses descendants dans leur titre princier. En 1883, Vera rencontre une enseignante du bourg voisin de Lioubokhna, faisant partie du mouvement des Narodniki, L. K. Lioubokhna, qui l'impressionne par son indépendance, son engagement et sa constance. Elle lit pour la première fois le roman de Nikolaï Tchernychevski, Que faire ?
Cette même année, Vera est envoyée étudier à Briansk dans un collège de jeunes filles, où elle est inscrite directement en 2e année. Parmi ses professeurs, l'écrivain et polémiste Vassili Rozanov, à cette époque encore peu connu, exerce une grande influence sur elle. Mais elle est rapidement exclue de l'établissement pour avoir composé des épigrammes, édité des feuilles satiriques manuscrites et être entrée en conflit avec les professeurs.
Son père, de concert avec un ami industriel, Sergueï Ivanovitch Maltsev, l'envoie à Lioubokhna auprès de l'aide médecin de l'usine pour lui apprendre les soins médicaux, avant de retourner faire ses études au collège, sous la protection de Maltsev, qu'elle achève avec mention en 1885.

### Études à Saint-Pétersbourg et Lausanne
Après le collège, le père de Vera l'envoie étudier à Saint-Pétersbourg. Elle s'inscrit non sans difficulté aux cours du professeur Peter Lesgaft, prodigués à domicile dans l'appartement de ce dernier près de la Fontanka. Après sa réussite aux examens, Lesgaft conseille à Vera d'aller à l'étranger et de s'y inscrire à l'université, les femmes n'ayant pas à l'époque le droit de suivre une formation supérieure en Russie,.
Au cours de son séjour à Saint-Pétersbourg, Vera commence à composer ses premiers poèmes. Elle fait la connaissance d'étudiants pétersbourgeois, commence à fréquenter les cercles révolutionnaires, lit entre autres les ouvrages du social-démocrate Ferdinand Lassalle, rédige des tracts et participe à des manifestations. Les funérailles, en 1891, du populaire idéologue démocrate Nikolaï Chelgounov se transforment en meeting, où l'on appelle à la révolution. Les rassemblements sont dispersés par la gendarmerie ; des arrestations de masse sont effectuées le lendemain et Vera figure parmi les personnes retenues. Après enquête et interrogatoire, en l'absence de preuves sérieuses, elle est renvoyée au domicile familial sous contrôle de la police.
En 1894, Vera obtient le titre de préceptrice du lycée d'Orel. Lesbienne,, elle conclut un mariage de façade avec un ami pétersbourgeois, le capitaine Nikolaï Afanassievitch Belozerov. Le mariage reste soigneusement caché. Bien qu'ouvertement lesbienne, elle entretient avec son mari de bonnes relations : ils s'écrivent, se rencontrent et voyagent ensemble. Avec l'aide d'amis, en produisant des passeports falsifiés, Vera se soustrait à la surveillance de la police et se rend en Suisse, avec l'intention d'y suivre des études supérieures de médecine,,,.

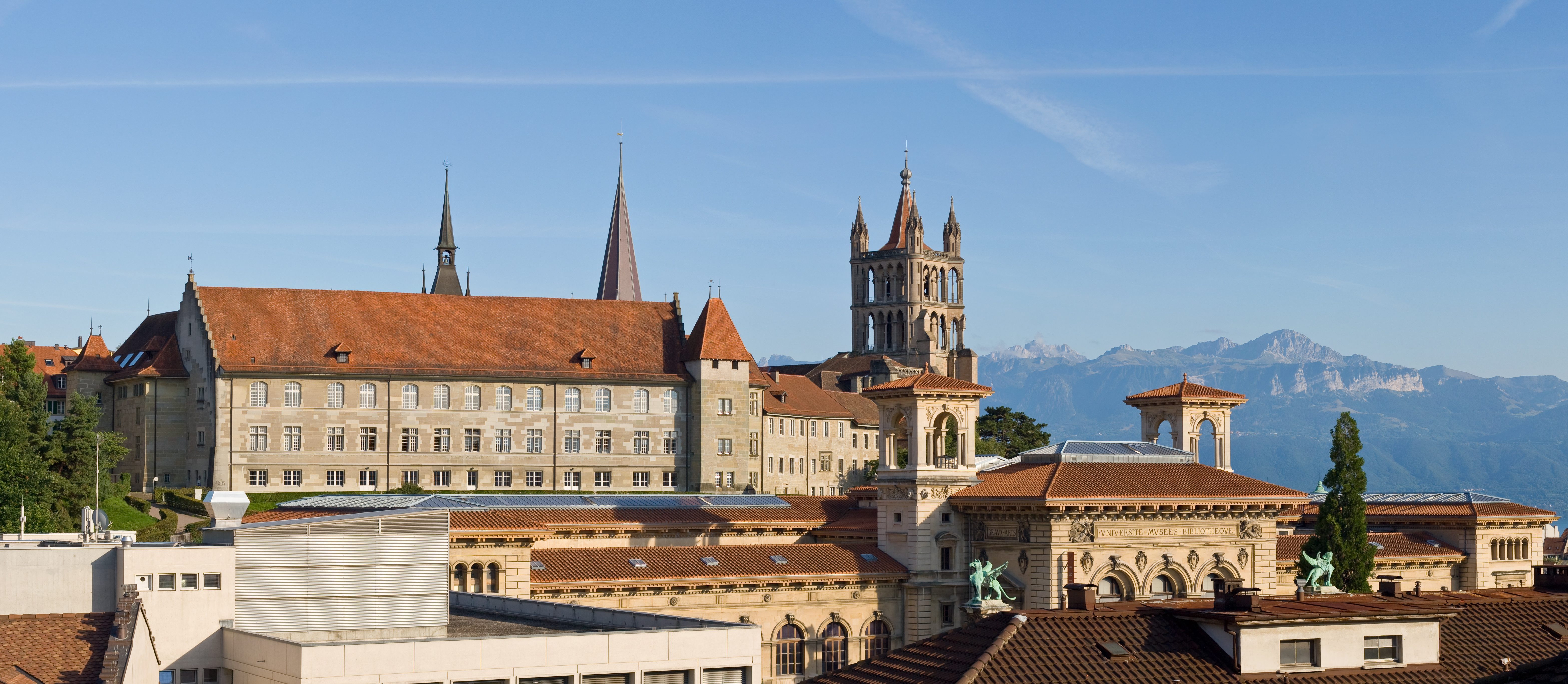
Vue sur l'ancienne université de Lausanne.

À son arrivée à Lausanne, elle rencontre une jeune femme, Ricky Hudi — elles finissent par tomber amoureuses l'une de l'autre et projettent de partir en Russie ensemble, mais des événements familiaux empêcheront de concrétiser ce projet. Vera Gedroitz se voit d'abord refuser l'inscription à l'université à cause de la falsification de son passeport. Elle fait cependant la connaissance du professeur Alexandre A. Herzen, fils d'Alexandre Herzen, et est admise sur son intervention à la faculté de médecine de l'université de Lausanne. La famille de Vera étant dans le besoin et ne pouvant l'aider pour sa subsistance, elle donne des leçons et travaille comme assistante auprès du professeur Alexandre I. Skrebinski.
En tout, trois femmes étudient à la faculté. Vera est attirée par l'anatomie dans les cours de première année. Elle se consacre ensuite avec intérêt à la chirurgie, enseignée par le professeur César Roux, élève d'Emil Theodor Kocher. La psychiatrie l'attire aussi, avec les cours du professeur Siegfried Rabow. Elle travaille activement dans les deux chaires, écrit des rapports et assure des gardes cliniques.
Le 14 décembre 1898, Vera termine l'université avec mention. Elle reçoit ce même hiver des nouvelles inquiétantes de sa mère, qui lui demande de revenir, bien que le professeur César Roux l'ait présentée au concours et l'ait faite entrer comme assistante à la chaire des affections chirurgicales. Elle est présente chaque jour aux visites des malades dans la clinique, fait des pansements, participe aux opérations dans l'après-midi (de 6 à 10 opérations) et est de service la nuit. En même temps, elle étudie la littérature scientifique. Sous la direction du professeur Roux, elle écrit et soutient sa dissertation pour le titre de docteur en médecine. Elle est invitée ensuite à devenir assistante à la chaire. Mais une lettre de son père lui parvient de Russie, lui annonçant la mort de sa sœur et la maladie de sa mère et la suppliant de revenir. La mère de Ricky meurt à ce moment, la laissant seule pour s'occuper de son frère et de sa sœur mineurs. Au printemps, en 1899, Vera est contrainte de retourner seule en Russie.

### Retour en Russie
Revenue en Russie, Vera Gedroitz prend les fonctions de médecin du travail aux usines Maltsov de ciment Portland (Мальцовские заводы портландцемента, établissement rattaché aujourd'hui au groupe Eurocement) dans le Gouvernement de Kalouga. En mai 1900, un hôpital d'usine de 10 lits est ouvert à Fokino, mais il n'est pas adapté aux soins et Vera, seul médecin, conduit une restructuration complète de l'établissement qui lui a été confié. En plus de l'assistance aux travailleurs de l'usine et à leurs familles, elle en vient vite à tenir des consultations pour les habitants de tout l'ouiezd. Elle est responsable d'un secteur ambulatoire, visite les patients gravement malades à leur domicile, opère beaucoup, organise le régime d'hygiène sanitaire de l'usine et enseigne aux médecins des dispensaires voisins. En même temps, elle constitue une documentation scientifique basée sur ses observations et se prépare aux examens du diplôme russe de médecine. Elle use beaucoup d'énergie dans des conflits au sein de la commission d'invalidité de l'usine, où elle protège les droits à la pension des travailleurs.
Le 27 février 1903, Vera Gedroitz passe avec succès les examens secondaires et universitaires à l'université de Moscou, obtenant avec mention le diplôme, dans l'appellation d'alors, de « femme-médecin ». Cette même année, Vera intervient devant le IIIe congrès pan-russe des chirurgiens et publie dans la revue Chirurgie («Хирургия») son rapport sur le travail d'un service médical d'usine,.
Des conditions de travail dures, la saleté et la misère, la situation sans issue des travailleurs de l'usine, un travail difficile à l'hôpital et dans les villages, des difficultés dans sa famille, une lettre de Suisse de Ricky, dans laquelle celle-ci annonce qu'elle ne peut se rendre en Russie, mènent Vera Gedroitz à une dépression sévère et à une tentative de suicide. Cependant, des médecins proches d'elle, venus à la commission d'usine, lui sauvent la vie.

### Guerre russo-japonaise

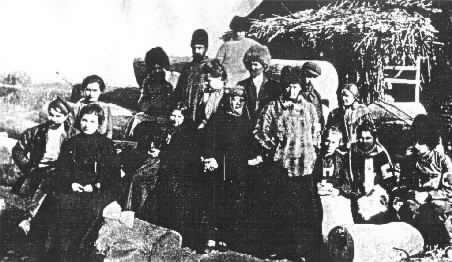
L'hôpital d'avant-garde de la Cour à Tavangoouze. Au premier rang à droite la chirurgienne V. I. Gedroitz.

Au printemps 1904, Vera Gedroitz se porte volontaire pour travailler au front lors de la guerre russo-japonaise, où elle agit comme chirurgienne d'un train sanitaire de la société russe de la Croix-rouge. Fin septembre, le détachement médical placé sous son autorité établit un hôpital près du village de Shiao-Tchin-Tizda en Mandchourie, et commence l'accueil des blessés.
Elle est désignée rapidement présidente de la société des médecins des détachements avancés de la noblesse. Elle met au point des méthodes de soins en temps de guerre, et organise les secours pendant les combats. Le 11 janvier 1905, le camp est déplacé dans la campagne de Gou-Zia-Dzi. Un wagon opératoire spécialement aménagé est ensuite rattaché au régiment, et placé sous le commandement de Vera. Le 16 février, au cours de la bataille de Mukden, le wagon est transféré dans la zone des mines de Fu Shin. Il commence à recevoir rapidement les premiers blessés, l'hôpital travaille en continu, et Vera procède à plus de 100 opérations.
Le 22 février, à l'issue de la bataille, face à la menace d'un encerclement de l'hôpital, le conseil médical prend la décision de ne pas abandonner les blessés et s'efforce de les évacuer. L'évacuation réussit, et le train retraite sous le feu ennemi et sous le commandement de Vera.
En mars 1905, elle soigne le colonel Vassili Gourko, futur général russe. Au printemps son train se retire à l'arrière, et elle se voit décerner deux décorations :
- la médaille d'or « pour faits de zèle » sur le ruban de Sainte-Anne le 18 janvier 1905, pour son action lors de la bataille du Cha-Ho
- la médaille d'argent « pour faits de bravoure » sur le ruban de Saint-Georges, remise personnellement par le général Nicolas Linevitch le 11 mars 1905 pour son action héroïque au cours de l'évacuation des blessés lors de la bataille de Mukden.

La médaille d'argent de la Croix-Rouge lui est remise le 16 mai 1905.

### Après la guerre

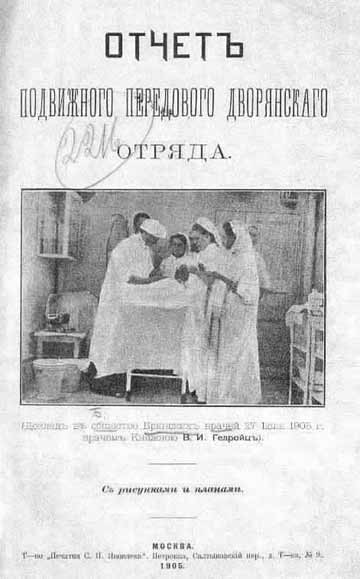
Rapport d'activité du détachement avancé de la Cour.

En mai 1905, Vera Gedroitz revient dans sa région natale occuper son emploi précédent. Le 27 juillet, elle présente les résultats de son travail à la Société des médecins de Bryansk, après avoir fait la synthèse de l'expérience acquise et tiré une série de conclusions importantes sur la médecine de guerre. Son nom, comme femme-chirurgien et comme héroïne de guerre, devient célèbre dans tout le pays.
Lors de révolution russe de 1905, les troubles se propagent également jusque dans les usines de Maltsovsk, où s'élèvent des protestations contre la dureté des conditions de travail et les salaires trop bas. Vera aide les ouvriers meneurs. Elle fait connaissance de constitutionnels démocrates locaux, et elle intègre ensuite la direction de la section locale du parti.
Le 22 décembre son mariage de façade avec Belozerov est cassé à la demande de Vera (en 1907, le titre de princesse lui sera à nouveau attribué, et elle sera autorisée à porter son nom de jeune fille). Selon les versions, le mariage a été rompu par consentement mutuel, ou à la suite de la mort de Belozerov dans un accident sur un chantier de ligne de chemin de fer stratégique.
En 1906 la police la met sur la liste des cadets, nom donnés aux membres du Parti constitutionnel démocratique, dont elle occupe la première ligne. Cependant, à la différence des autres personnes figurant sur cette liste, elle n'est pas visée par la répression, mais mutée à la tête de l'hôpital de Lioudinovo, dont il a été décidé qu'il deviendrait l'hôpital central de l'arrondissement de Maltsovsk. Elle prend la décision d'atteindre le niveau de soins de la médecine européenne : sont achetés de nouveaux équipements, des instruments, un radioscope ; on utilise de l'éther pour les anesthésies ainsi que les diagnostics bactériologiques, une unité d'accouchement séparée est ouverte et un musée d'anatomo-pathologie est créé.
Vera est nommée rapidement chirurgienne en chef de l'ouiezd de Jizdra, puis de la Société par actions Usines de Maltsovsk. Parallèlement à la pratique médicale et à ses responsabilités d'encadrement, elle poursuit ses activités scientifiques, rassemblant des éléments pour sa thèse et projetant d'écrire un manuel. Elle s’intéresse notamment à diverses questions de traumatologie, aux hernies abdominales, à la chirurgie de la glande thyroïde, aux tumeurs de différents organes, à la tuberculose osseuse et aux problèmes liés à l'accouchement. Elle signe plusieurs articles dans des revues médicales, et apporte aux médecins de districts des conseils pour le diagnostic et le traitement des maladies.
Vera fait ensuite la connaissance de la famille du professeur Julius von Klever, de l'Académie russe des beaux-arts. Ces relations avec des créateurs réveillent en elle l'aspiration à une activité littéraire ; elle commence à écrire des vers, des ballades, des récits et des contes.
L'hiver 1909, Vera reçoit une invitation à Saint-Pétersbourg pour l'ouverture d'une clinique pour enfants. Arrivée à la capitale, elle y rencontre un ami de guerre, Evgueni Botkine, qui était à cette époque privat-docent à l'Académie militaire de médecine Kirov et médecin personnel de la famille impériale. Il invite Vera à lui prêter concours, dans la mesure où quatre des sept membres de la famille impériale sont des femmes, et où il sait qu'elle est une spécialiste de premier ordre, en particulier pour les maladies féminines.

### À Tsarskoïe Selo

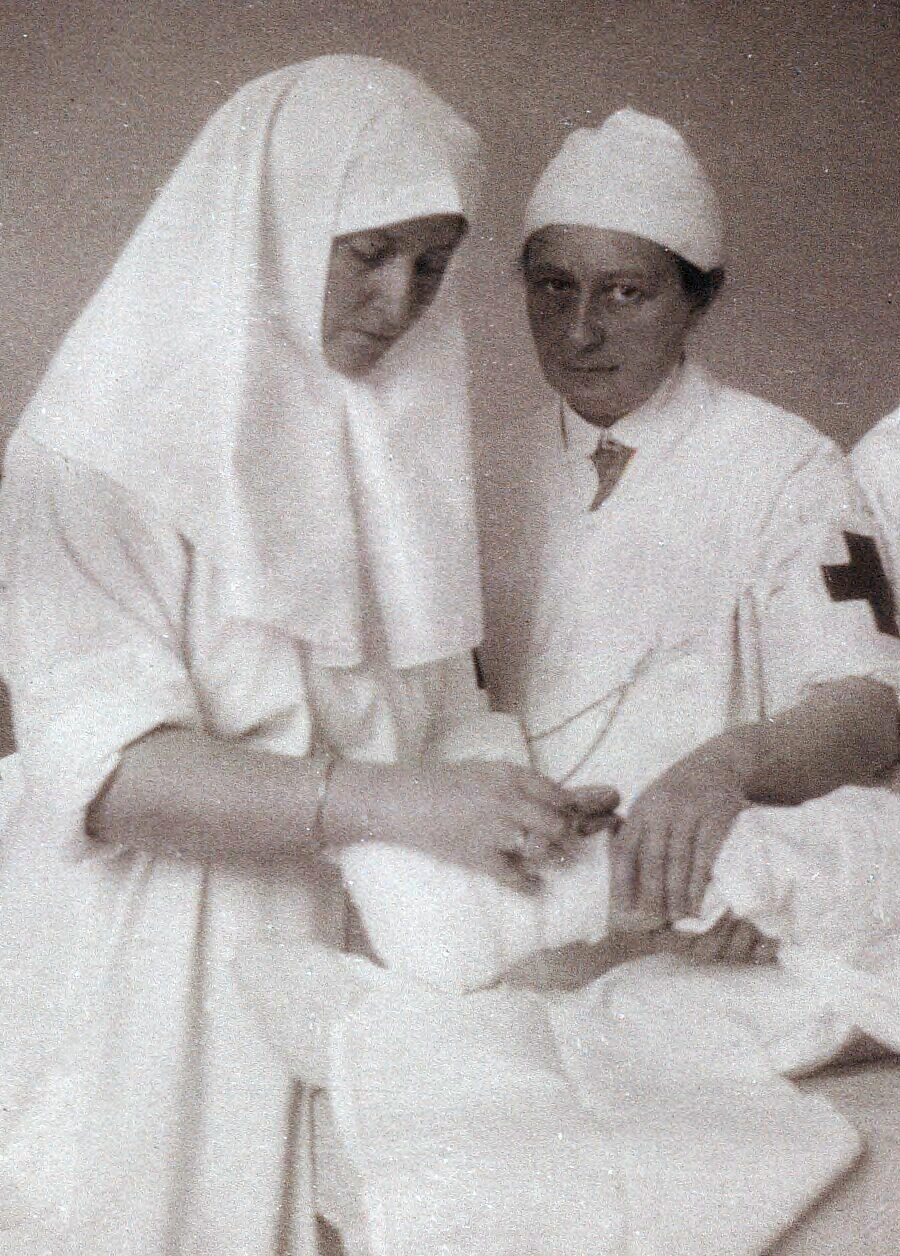
L'impératrice russe Alexandra Feodorovna avec Vera Gedroitz, dans la salle de pansements de l'Hôpital de Tsarskoïe Selo (1915).

En 1909, sur la recommandation de Botkine, et aussi compte tenu de son passé militaire glorieux, Vera Gedroitz est invitée par l'impératrice à prendre le poste d'interne en chef à l'Hôpital de la Cour de Tsarskoïe Selo. Elle y emménage avec sa mère, dans la famille de Klever.
La nomination d'une femme à un poste d'un degré élevé (le 7e dans la table des Rangs) est extrêmement mal prise par le médecin-chef de l'hôpital, N. Schreider, mais il est obligé de respecter la volonté de l'impératrice. Vera Gedroitz prend la direction des secteurs de la chirurgie et de la gynécologie-obstétrique, en tant que numéro 2 de l'hôpital. Elle soigne également les enfants du tsar et tient une consultation privée en ville. Cependant, le conflit avec le médecin-chef entraine des relations tendues avec ses collègues et de nombreuses frictions. Schreider saisit la police au sujet de la loyauté à l’État de Vera, mais la mise en examen, pour une raison ou pour une autre, ne révèle pas de lien avec les cercles révolutionnaires.
Pour soutenir Vera, la fille de von Klever, Maria, lui propose de publier sa création littéraire et de mettre en forme elle-même l'édition. Maria s'occupe de toute la préparation du livre, et Vera ne découvre Vers et contes qu'une fois imprimé et le choix malheureux des pièces la plonge dans le désarroi. C'est au cours de la préparation de cette édition qu'elle fait connaissance de Razoumnik Ivanov-Razoumnik qui devient ensuite un ami proche.
Elle se rapproche à nouveau de Vassili Rozanov et fait la première le diagnostic d'une sclérose en plaques chez sa femme, qu'elle soignera longtemps. Elle devient également une proche du poète Nikolaï Goumilev, qu'elle soigne du paludisme, qu'il avait contracté lors de son premier voyage en Éthiopie. Par la suite, elle lui offre un soutien financier pour la sortie du journal Hyperborées (Гиперборей). Grâce à ces contacts, Vera Gedroitz prend part à des cercles de création et des salons poétiques, où elle fait la connaissance de toutes les personnalités notoires de l'âge d'argent.
Rapidement, Vera entre dans l’Atelier des poètes, inspiré par Goumilev, où se retrouvent également Anna Akhmatova, Sergueï Gorodetski, Ossip Mandelstam, Mikhaïl Zenkevitch, Vladimir Narbout, Marie Skobtsova, Mikhaïl Lozinski, Mikhaïl Kouzmine, Vladimir Piast, Alexis Tolstoï, Viktor Tretiakov, etc. Par l'intermédiaire d'Ivanov-Razoumik, elle rencontre Nikolaï Kliouïev et Sergueï Essénine. En 1913, son deuxième recueil de vers, Chemin (Вег) sort sous l'égide de l'Atelier. Vera Gedroitz publie également dans les revues Hyperborée, Préceptes, Nouvelle revue pour tous (Новый журнал для всех), Le messager de la théosophie (Вестник теософии), dans lequel elle se tourne vers l'ouverture ésotérique d'Helena Blavatsky, Écrits du nord (Северные записки), Le Contemporain, etc.
Parallèlement, Vera Gedroitz se consacre à des recherches scientifiques. Elle intervient et présente des rapports devant les Xe et XIe congrès pan-russes des chirurgiens. En 1912, elle soutient sa seconde thèse à l'université de Moscou : Quelques résultats d'opérations de hernies inguinales selon le protocole du Professeur Roux, sur la base de 268 opérations, dirigée par le professeur Piotr Diakonov (ru). Le professeur N. I. Slijarski la salue après sa soutenance comme la première femme en Russie ayant atteint le niveau scientifique de docteur en médecine pour la chirurgie.
À l'été 1914, la Première Guerre mondiale éclate. Vera, en tant que déléguée adjointe de la Société russe de la Croix-Rouge, propose d'organiser à Tsarskoïe Selo un point d'évacuation pour les blessés. Cette idée est soutenue par l'impératrice Alexandra Feodorovna. L'organisation de quelques dizaines d'infirmeries est engagée. Vera est nommée médecin-chef et chirurgienne-chef, pour l'organisation au sein de l'Hôpital de la Cour d'un lazaret, le no 3. Elle cesse ainsi d'être la subordonnée de Schreider. La capacité du lazaret est de 30 officiers et de 200 soldats. Le couple impérial contrôle personnellement les transformations de l'hôpital, qu'ils équipent en conformité avec les dernières avancées médicales. Vera opère beaucoup, s'occupe de l'organisation des soins et collecte des observations scientifiques.
Vera Gedroitz, parmi d'autres tâches, donne des cours pour la formation des sœurs de la Miséricorde. Elle écrit pour elles le manuel didactique Propos sur la chirurgie pour les infirmières et les médecins (Беседы о хирургии для сестёр и врачей), où elle fait la synthèse de son expérience acquise pendant la guerre russo-japonaise. L'impératrice Alexandra Feodorovna et les grandes duchesses Olga et Tatiana lui demandent de leur enseigner le même cours que les sœurs. Après avoir terminé leur formation, elles commencent à travailler au sein de l'hôpital dirigé par Vera. L'impératrice et ses filles, comme simples sœurs, prennent personnellement soin des malades, font des pansements et assistent dans les opérations.
Vera Gedroitz devient une proche de la famille impériale et une amie d'Alexandra Feodorovna. D'après le témoignage de V. Tchebotareva, l'empereur Nicolas II, laissant son épouse travailler comme infirmière, souhaite ainsi la soustraire à l'influence de Raspoutine.

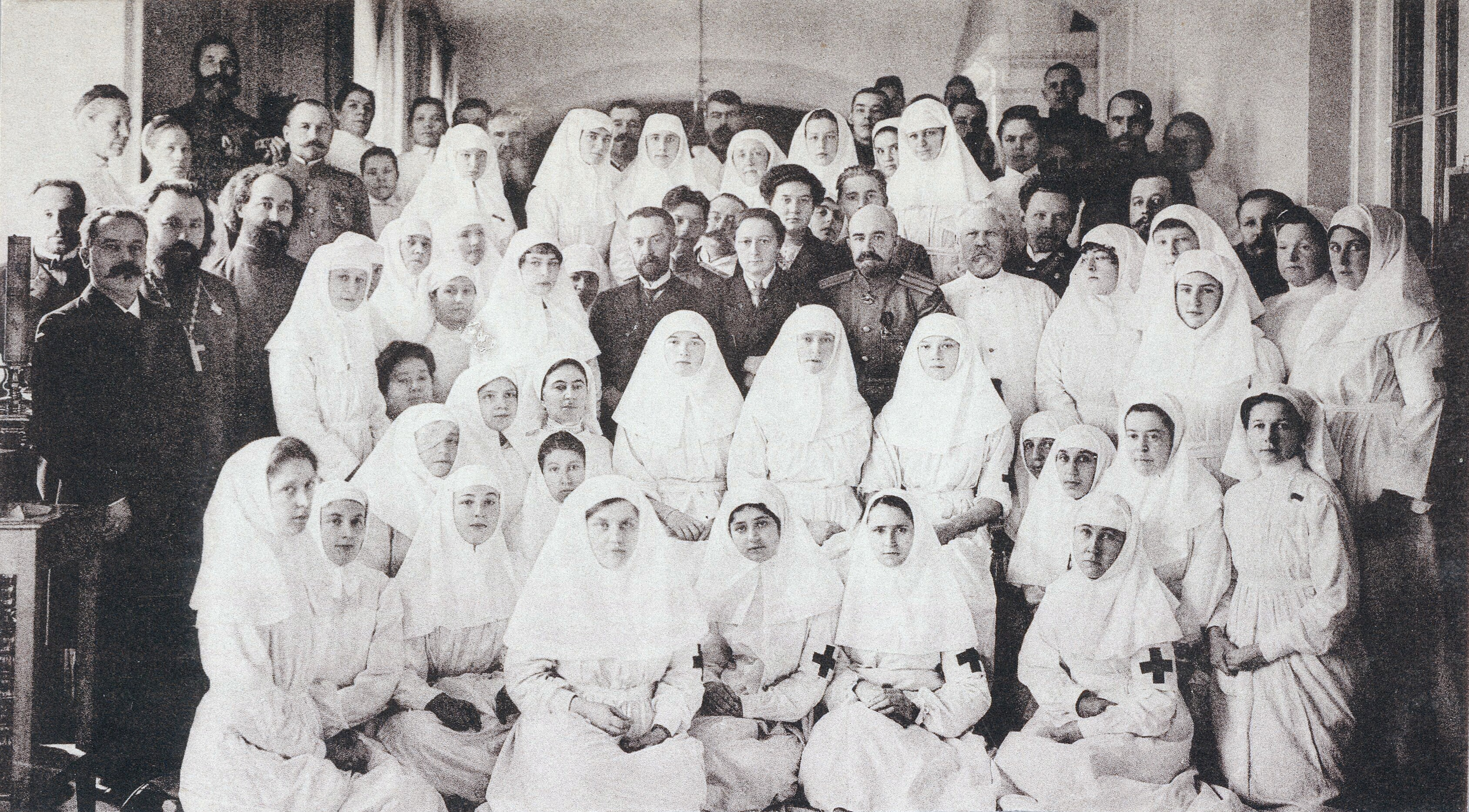
Personnel de l'hôpital de Tsarkoe Celo. Au centre V. Gedroitz.
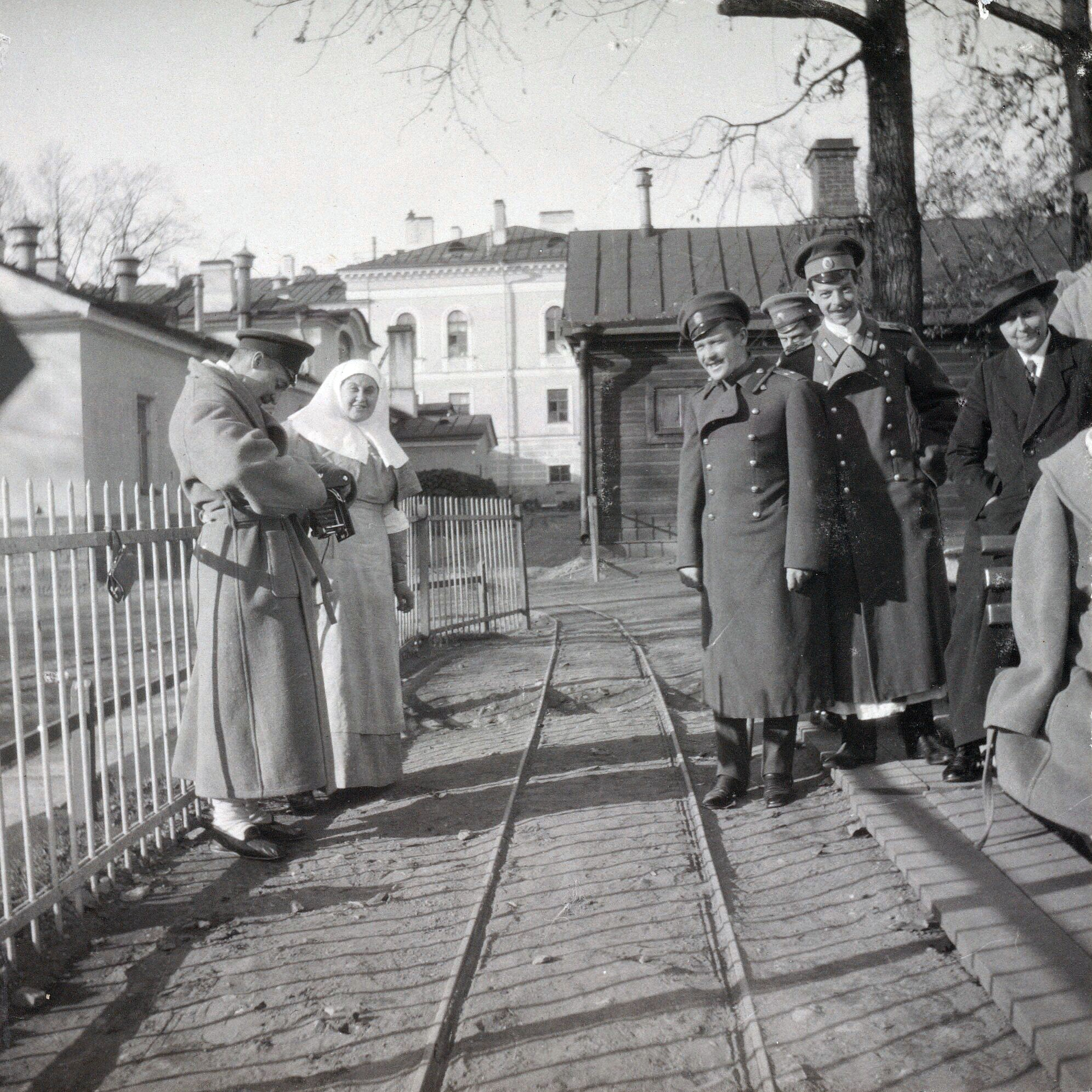
À la porte de l'hôpital. À gauche Anna Vyroubova, à droite V. Gedroitz.
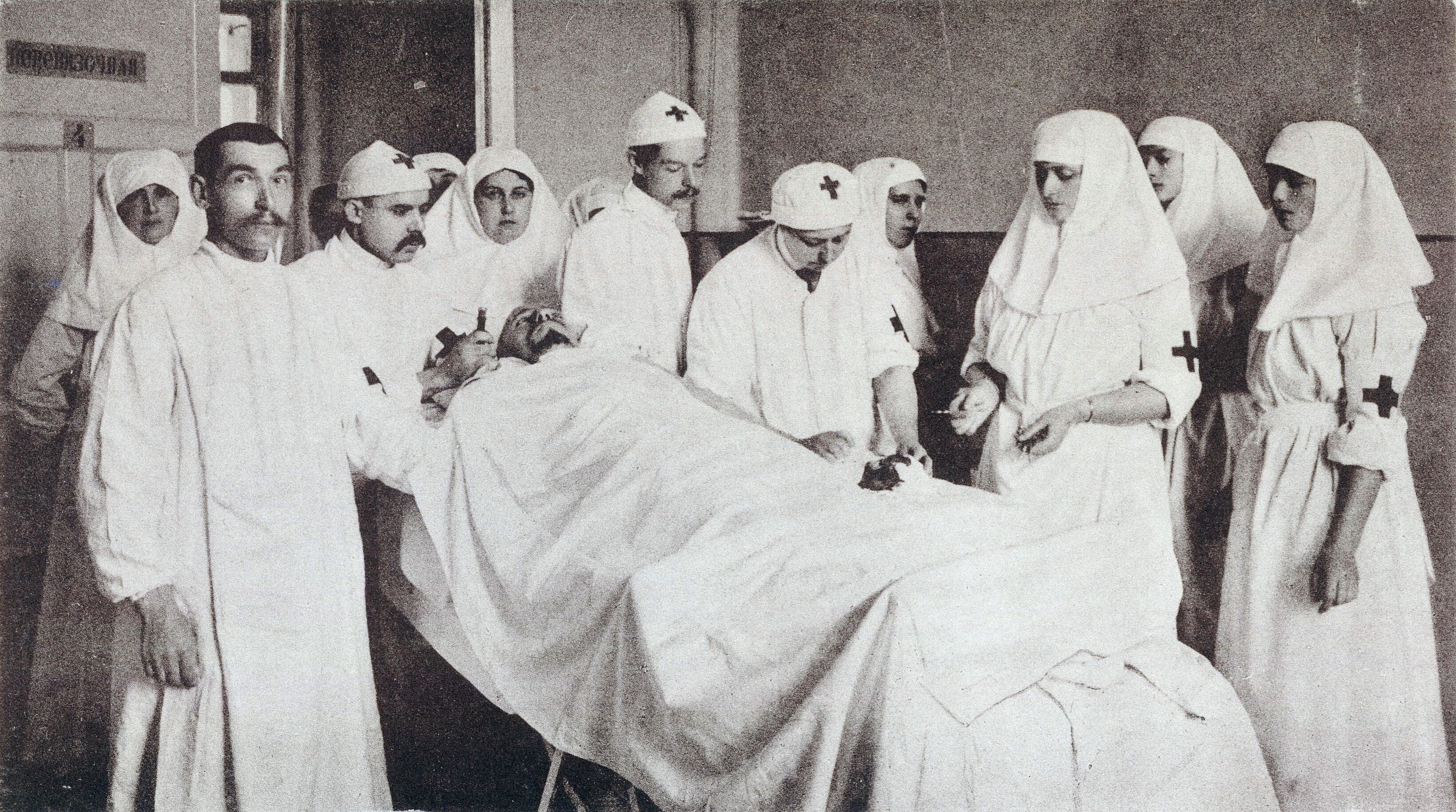
V. Gedroitz (au centre) pendant une opération. L'impératrice l'assiste avec ses filles (les trois femmes à droite).

Le janvier 1915, le train reliant Saint-Pétersbourg à Tsarskoïe Selo déraille. Une amie proche de l'impératrice, Anna Vyroubova, figure parmi les blessés. Elle est amenée dans un état extrêmement grave au lazaret, et Vera Gedroitz fait un pronostic défavorable. Informé de ce qui s'est passé, Grigori Raspoutine, dont Vybourova était une admiratrice passionnée, se rend au lazaret et fait irruption dans sa chambre propre, portant des vêtements et des chaussures sales. Témoin et hors d'elle, Vera Gedroitz attrape le starets par le collet et le jette dehors. Le couple impérial, présent lors de l'altercation, ne prononce pas un mot. Malgré le pronostic, la blessée se rétablit, mais les relations entre Vera et les favoris de l'impératrice, Raspoutine et Vybourova, en deviennent encore plus tendues. Alexandra Feodorovna reste toutefois bienveillante à l'égard de Vera et lui fait ainsi don d'une montre en or ornée de l'aigle impérial.
En 1917 survient la révolution de Février. Bien que la princesse soit de cœur avec la révolution, la considérant comme inéluctable et indispensable, la nouvelle de l'abdication de l'empereur lui arrache des larmes,. La famille impériale est rapidement arrêtée, la Croix-Rouge réorganise le lazaret no 3 que dirige Vera. Schreider saisit l'occasion pour arrêter de payer son salaire, prétextant qu'elle a cessé de travailler à l'hôpital et lui refuse son retour. Il est devenu dangereux de rester à Saint-Pétersbourg pour un proche de la famille impériale. La princesse Gedroitz se porte alors une nouvelle fois volontaire pour le front.

### Sur le front du Sud-Ouest
En avril 1917, Vera Gedroitz rejoint le Front du Sud-Ouest où elle est nommée médecin dans un grade subalterne dans le détachement de pansements du 6e régiment de tirailleurs de Sibérie. Grâce à sa qualification, sa capacité de travail et sa réputation dans les cercles médicaux, elle est rapidement promue. Au bout d'un mois elle est nommée médecin-chef et responsable du service de désinfection de la division. Elle est rapidement élue au conseil sanitaire et désignée comme chirurgienne du corps, ce qui était pour une femme un poste extrêmement élevé, correspondant au grade de lieutenant-colonel. En janvier 1918, elle est blessée et évacuée à Kiev,. Ses Récits de Galicie (Галицийские рассказы) sont publiés au printemps dans le journal de Saint-Pétersbourg L’Étendard du Travail (Знамя Труда).

### À Kiev
Quelques biographes indiquent qu'en 1918, Vera Gedroitz, blessée, se rétablit dans un hôpital religieux, probablement celui du Couvent de l'Intercession de Kiev, où elle rencontre puis se lie à l'infirmière Maria Dmitrievna Nirod (1879-1965), veuve du comte Nirod (ru), qu'elle connaissait déjà à Tsarskoïe Selo. Elles emménagent avec les deux enfants de Maria dans l'appartement d'un immeuble de rapport,, vivant en un même foyer et en concubinage. Vera se lie d'amitié avec les peintres I. D. Avdievaïa et L. S. Povolotski, qui habitent à un étage inférieur, et avec lesquels elle improvise un « salon de création ». Dans cet appartement se retrouvent pour de modestes dîners les restes de l'aristocratie et de l'intelligentsia de Saint-Pétersbourg.
Après son rétablissement, elle travaille dans une polyclinique infantile. À partir de 1919, elle prend part à l'activité du service de chirurgie de Kiev, organisant en détail le service de chirurgie maxillo-faciale. En 1921, à l'invitation du professeur Evgueni Tcherniakhovski, Vera commence à travailler à la clinique chirurgicale universitaire de l'Institut de médecine de Kiev, aujourd'hui Université nationale de médecine Bogomolets, où, en qualité de privat-docent de la chaire, elle donne d'abord des cours de chirurgie infantile.
Gedroitz publie aussi des articles dans des journaux médicaux sur des questions de chirurgie générale et infantile, de cardiologie, d'oncologie et d'endocrinologie. Elle prend part aux travaux de congrès de chirurgiens, elle écrit un manuel de chirurgie pédiatrique, élabore des supports de travaux pratiques et donne des conférences. En 1923, elle est nommée professeur de médecine. Le professeur Vladimir Oppel (ru) la décrit comme un « authentique chirurgien, maître du scalpel »,,.
À Kiev, elle rédige un cycle de nouvelles autobiographiques qui se serait intitulé Vie (Жизнь). Cinq d'entre elles sont connues : Le Caftan (Кафтанчик), Plaines (Лях), Détachement (Отрыв), Le Chaman (Шамань) et Trombe (Смерч) mais seules trois d'entre elles sont publiées en 1930 et 1931.
Elle est élue en 1929 directrice de la chaire de la faculté de chirurgie à la place d'E. G. Tcherniakhovski, victime de la répression contre l'intelligentsia scientifique ukrainienne lors du procès de l'Union pour la libération de l'Ukraine. Cependant, elle finit par être inculpée en 1929 dans ce même procès, ce qui aboutit à son licenciement de l'université sans droit de pension. Vera achète avec ses économies et ses honoraires d'édition une maison dans les faubourgs de Kiev dans laquelle elle emménage avec Maria. Elle arrête presque complètement son activité chirurgicale, mais continue à opérer à l'hôpital du Monastère de l'Intercession,.
En 1931, atteinte d'un cancer, elle subit une hystérectomie. En 1932, la tumeur récidive et elle meurt en mars. Après la mort de Gedroitz, Maria Nirod se retire dans un couvent. Quelque temps avant sa mort, Vera Gedroitz donne ses archives à ses voisins, les peintres Avdievaïa et Povolotski. Y figure une lettre du professeur César Roux, dans laquelle il lui lègue sa chaire de chirurgie. Dans les années 1930, Povolotski est arrêté sur accusation d'espionnage et la lettre, saisie comme preuve, est perdue. Vera Gedroitz est enterrée à Kiev, à Spasso-Preobrajensko (actuellement le cimetière de Kortchevatski). La tombe de l'archevêque Ermoguene (ru) et de sa famille est à proximité de la sienne : protecteur de Vera, il a pris soin de sa tombe et a promis de reposer près d'elle.

## Activité scientifique
Travaillant aux usines Maltsov, Vera Gedroitz a été confrontée à une épidémie d'une maladie professionnelle : beaucoup d'ouvriers souffraient de hernies. Cela lui donne la possibilité de recueillir une abondante documentation, non seulement pour sa pratique chirurgicale, mais également pour son activité scientifique, avec d'autant plus de pertinence qu'elle avait étudié cette question avec le professeur César Roux. Elle écrit plusieurs études et articles scientifiques, et soutient ensuite à l'université de Moscou sa thèse de doctorat sur les conséquences à long terme de l'opération de la hernie inguinale. Sa thèse est accueillie favorablement par Vladimir Oppel, Platon Tikhov (ru), César Roux, et Nikolaï Petrov, et traduite dans plusieurs langues.
Au cours de la guerre russo-japonaise, malgré le principe de non-intervention en cas de blessures abdominales reconnu par l'académie militaire russe, Vera Gedroitz développe des techniques de laparotomie pour la chirurgie de l'abdomen — elle est donc le premier chirurgien au monde à utiliser ces méthodes sur le champ de bataille — et elle défend aussi la position selon laquelle tout blessé doit recevoir des soins efficaces. Sa volonté d'innover dans la rigueur marque la médecine non seulement militaire mais également civile. Son approche débouche sur un changement durable du traitement des blessés à l'abdomen. Vera Gedroitz complète également les enseignements de Nikolaï Pirogov sur l'évacuation par étape et le triage des blessés, en prenant en compte le fait que plus l'hôpital est proche du champ de bataille, plus il est efficace ; ses bons résultats opératoires pendant la guerre russo-japonaise sont imputés à une application stricte de protocoles où l'opération est faite dans un délai de trois heures au plus après la blessure,,,,.
À la chaire de la faculté de chirurgie de l'Institut de médecine de Kiev, elle s'occupe de chirurgie pédiatrique. C'est la première à donner des conférences sur ce thème, dont elle tire par la suite un manuel.
De même, elle aborde le problème de la chirurgie des cancers. Elle s'oppose à la théorie de leur origine virale, penchant pour des causes embryonnaires, et se déclare en faveur de l'approche ablative dans les opérations. Elle traite également de questions de chirurgie de campagne, à nouveau, de traumatologie, d'orthopédie, de chirurgie des voies respiratoires, de la tuberculose, de la chirurgie cardiaque, des glandes endocrines (thyroïde et pancréas) et des maxillaires et de la face, etc. Elle a écrit au total plus de 60 travaux scientifiques,,.

## Activité créatrice
Lazaret
Un carré froid où l’on geint

Près d’allées éclatées,

Des assauts du lointain

Y rejettent leurs blessés.

Seule la drogue y éteint

Pleurs et malédictions,

Un sourire y éclaire

D’obscures incantations.

De vagues réverbères

Luisent, et l’amour étreint

L’âme noire qu’il combat.

Trois sœurs, si belles et sœurs

S’impriment dans nos yeux,

Mystère de voutes muettes.

Et dedans, comme avant,

Sang et gémissements,

Années de feu qui brulent,

L’amour.

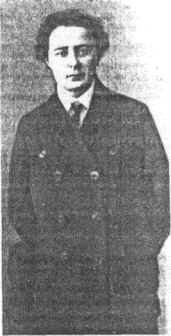
Vera Gedroitz (photographie non datée).

Vera Gedroitz commence à écrire des vers pendant ses études à Lausanne, mais elle ne les publie pas. Elle signe toute son œuvre sous l'allonyme de Sergueï Gedroitz, le nom de son frère défunt, qu'elle aimait particulièrement. En 1910 son premier livre, Vers et contes (Стихи и сказки), est publié de façon bâclée. Elle-même n'est pas satisfaite de l'édition sur laquelle elle n'a pas eu droit de regard. Le livre est très déprécié par Nikolaï Goumilev, qui qualifie son auteur de « non-poète ». Mais Razoumnik Ivanov-Razoumnik porte un jugement positif sur le poème Pages de la vie d'un médecin d'usine (Страницы из жизни заводского врача) dont il apprécie l'arrière-plan social,.
Plus tard, Vera Gedroitz rejoint l'atelier des poètes de Goumilev. Sous son égide elle publie son second livre, Вегь (veg), mot sans signification en russe, mais qui est proche du mot allemand Weg dont le sens est « chemin » et qui évoque le Véda et les initiales V. G. Ses compagnons de l'atelier s'expriment avec réserve sur le recueil : Sergueï Gorodetski remarque l'attirance de Vera Gedroitz pour « la divination, le sombre et l'étrange » et Gueorgui Ivanov lui reproche « une paresse anémique, une exsanguïté du vers et du vocabulaire ». Malgré cela, dans ses souvenirs Les hivers de Saint-Pétersbourg (Петербургские зимы), Ivanov décrit Vera comme « une douce, une très douce poétesse lyrique »,.
À Kiev, Vera Gedroitz continue de composer des vers. Elle écrit aussi de la prose : la pentalogie Vie (Жизнь) dont seulement les trois premiers volets ont été publiés. La principale nouvelle, Le Caftan (Кафтанчик) est hautement louée par Konstantin Fedine, qui la place au niveau de L'enfance de Louvers (Детства Люверс) de Boris Pasternak et des Chaînes de Kostchéi (Кощеевой цепи) de Mikhail Prichvine.

## Personnalité
Vera Gedroitz avait une silhouette plutôt massive, plus que beaucoup d'hommes, et en même temps des traits fins et expressifs. Elle parlait d'une voix basse, et avait une grande force physique. Elle portait généralement un pantalon de costume brun, une veste et une cravate, un chapeau d'homme, une fourrure avec un col de castor et les cheveux courts. Elle fumait beaucoup, et ses distractions favorites avec ses proches étaient le billard, le tir aux pigeons, la chasse et les promenades équestres. Elle parlait régulièrement d'elle en employant le genre masculin,,, ; ce trait apparaît plus particulièrement dans son recueil Poèmes et contes. Tout cela contrastait avec sa fougue créatrice, son jeu au violon et sa poésie lyrique. Elle fut ainsi appelée Sappho ou « la George Sand de Tsarskoïe Selo »,. Selon les souvenirs de ses contemporains, Vera avait un caractère fort et dominateur, bien qu'elle se distinguât par une attitude attentive et respectueuse pour les malades, une capacité à entendre et à écouter ses interlocuteurs, une bonté désintéressée et par le fait d'être toujours prête à aider.
Vera Gedroitz était lesbienne. On lui connaît deux longs amours féminins : la Suisse Ricky Hudi et la comtesse Maria Nirod, avec laquelle elle vécut les 14 dernières années de sa vie,. Elle refusa, quand elle étudiait à Lausanne, une demande en mariage du professeur de botanique Viltchek, et par la suite, les avances de Nikolaï Goumilev, qui lui dédia son poème Cruelle (Жестокой).
Au-delà de son homosexualité, la relation qu'elle a avec son mari, Nikolaï Afanassevitch Belozerov, entre 1894 et 1905, demeure très mystérieuse. Le mariage resta caché pendant probablement 12 ans. Même si certaines sources affirment qu'il ne s'agissait que d'un mariage de convenance, les écrits de Vera Gedroitz laissent transparaître un fort attachement : dans son récit Détachement (Отрыв), l'héroïne porte le nom de Vera Roitz, issu du nom Gedroitz, et peut être identifiée à l'auteur, et un autre personnage, Andreï Nikolaïevitch Zerov, est le reflet de Nikolaï Afanassevitch Belozerov (les initiales sont conservées, et le nom Zerov est dérivé de Belozerov). Le récit montre Zerov sous un jour extrêmement sympathique et viril, et c'est le seul personnage dont Vera Roitz attend les lettres avec impatience à Lausanne. Ces indices, ainsi que d'autres similitudes du récit, donnent un aperçu des sentiments que Vera entretenait pour son mari.

## Décorations
Vera Gedroitz s'est vu décerner les décorations, titres et insignes suivants :
- médaille d'or « pour faits de zèle » sur le ruban de Sainte-Anne, attribuée le 18 janvier 1905 ;
- médaille d'argent « pour faits de bravoure » sur le ruban de Saint-Georges, attribuée le 11 mars 1905 ;
- médaille d'argent de la Croix-Rouge, attribuée le 16 mai 1905 ;
- insigne impérial de la Croix-Rouge, attribué le 18 mai 1906 ;
- insigne distinctif de la Croix-Rouge du IIe grade, attribué le 17 juin 1907 ;
- médaille de bronze de la guerre russo-japonaise, attribuée le 12 janvier 1911 ;
- insigne de poitrine distinctif impérial en honneur des 200 ans de Tsarskoïé Selo (1912), attribué le 18 décembre 1911 ;
- médaille d'argent « pour faits de zèle » sur le ruban de Saint Vladimir, attribuée le 14 novembre 1914 ;
- insigne distinctif de la Croix-Rouge du Ier grade, attribué le 15 décembre 1915.

## Œuvres

### Ouvrages scientifiques
Vera Gedroitz est l'auteur de plus de 60 travaux scientifiques, dont les plus connus sont les suivants : 
- (ru) Gedroitz V. I., 22 случая грыжесечения паховых грыж по способу проф. Ру) [« 22 cas de colostomie de hernie inguinale selon le procédé du Pr. Roux »], Товарищество скоропечатни А. А. Левенсон,‎ 1902
- (ru) Gedroitz V. I., 19 случаев коренной операции бедренной грыжи) [« 19 cas d'opération complète d'une hernie fémorale »],‎ 1902.
- (ru) Gedroitz V. I., Отчёт больницы Завода Мальцовского портландцемента Калужской губернии, Жиздринского уезда за 1901 г.) [« Rapport d'activité de l'hôpital de l'usine de ciment Maltsev du gouvernement de Kalouga, Ouiezd de Jizdra pour l'année 1901 »], Saint-Pétersbourg, Хирургия,‎ 1903. — Т. 14.
- (ru) Gedroitz V. I., « Отчёт Подвижного Дворянского отряда. Доклад в общество Брянских врачей » [« L'activité du régiment avancé de la Cour. Rapport à la société des médecins de Briansk »] [archive du 23 janvier 2012],‎ 27 июля 1905 (consulté le 12 août 2011)
- (ru) Gedroitz V. I., Отчет Подвижного Дворянского отряда : Доклад в общество Брянских врачей 27 июля 1905 г. врачом Княжною В. И. Гедройц [« 19 cas d'opération complète d'une hernie fémorale »], М: Т-во Печатня С. П. Яковлева,‎ 1905.
- (ru) Gedroitz V. I., Новый способ иссечения коленного сустава [« Nouveau protocole pour l'excision du ligament du genou »],‎ 1907
- (ru) Gedroitz V. I., Отдельные результаты операций паховых грыж по способу профессора Ру на основании 268 операций. Дисс. на степень д-ра мед. [« Nouveau protocole pour l'excision du ligament du genou »], М: Т-во скоропечатня А. А. Левенсон,,‎ 1912, 152 p.
- (ru) Gedroitz V. I., Беседы о хирургии для сестер и врачей [« Propos sur la chirurgie pour les infirmières et les médecins »], Saint-Pétersbourg,‎ 1914
- (ru) Gedroitz V. I, « Биологическое обоснование питания » [« Fondement biologique de l'alimentation »], Вестник стоматологии.,‎ 1924, 6, p. 19-26
- (ru) Gedroitz V. I., « Хирургическое лечение при туберкулёзе колена » [« Traitement chirurgical en cas de tuberculose du genou »], Русск. клин.,‎ 1928, 9, p. 693-704.

### Œuvres littéraires
Elle est l'auteur, sous le pseudonyme de Sergueï Gedroitz, des ouvrages suivants :
- (ru) Gedroitz S., Стихи и сказки [« Vers et contes »], Saint-Pétersbourg, Русск. скоропечатня,‎ 1910.
- (ru) Gedroitz S., Записки из жизни заводского врача [« Écrits de la vie d'un médecin d'usine »], Saint-Pétersbourg, Светлый луч,‎ 1910.
- (ru) Gedroitz S., Вег [« Chemin »], Saint-Pétersbourg, Издание цеха поэтов (Édition de l'atelier des poètes),‎ 1913.
- (ru) Gedroitz S., Китайские рассказы [« Récits de Chine »], Saint-Pétersbourg, Заветы,‎ 1913.
- (ru) Gedroitz S., Красный ангел [« L'Ange rouge »], Saint-Pétersbourg, Заветы,,‎ 1914.
- (ru) Gedroitz S., Дон Жуан [« Don Juan »], Saint-Pétersbourg, Альманах муз,,‎ 916.
- (ru) Gedroitz S., Галицийские рассказы [« Récits de Galicie »], Petrograd, Знамя Труда,‎ 1918.
- (ru) Gedroitz S., Кафтанчик [« Le caftan »], Leningrad, Издательство писателей в Ленинграде,‎ 1930.
- (ru) Gedroitz S., Лях [« Plaine »], Leningrad,‎ 1931.
- (ru) Gedroitz S., Отрыв [« Détachement »], Leningrad,‎ 1931.

## Postérité
En l'honneur de Vera Gedroitz, l'hôpital de la ville de Fokino, dans l'oblast de Briansk, où elle a commencé sa carrière médicale en Russie, porte son nom. Une plaque commémorative est apposée sur le mur de l'hôpital. Le 15 mai 2010, à Pouchkine, dans le cadre du 300e anniversaire de la ville, une plaque commémorative a également été apposée à l'intérieur de l'ancien Hôpital de la Cour, devenu l'Hôpital no 38 Nikolaï Semachko.